# NGC 5112
NGC 5112 је спирална галаксија у сазвежђу Ловачки пси која се налази на NGC листи објеката дубоког неба.
Деклинација објекта је + 38° 44' 7" а ректасцензија 13h 21m 56,6s. Привидна величина (магнитуда) објекта NGC 5112 износи 11,6 а фотографска магнитуда 12,3. Налази се на удаљености од 20,5000 милиона парсека од Сунца. NGC 5112 је још познат и под ознакама UGC 8403, MCG 7-28-3, CGCG 218-5, KUG 1319+389, IRAS 13196+3859, PGC 46671.